# La Sainte Famille (Murillo)
Pour les articles homonymes, voir La Sainte Famille.
La Sainte Famille (ou encore La Vierge de Séville) est un tableau réalisé par le peintre espagnol Bartolomé Esteban Murillo en 1665-1670. De format vertical, cette huile transposée sur toile est une peinture chrétienne qui combine une Vierge à l'Enfant avec une représentation de la Trinité.
La composition est centrée sur l'Enfant Jésus, que Marie tient debout sur sa cuisse gauche. Il serre dans sa main une croix en roseau que lui tend le petit Jean le Baptiste, lequel se trouve entre l'agneau pascal et sa mère Élisabeth. La scène se déroule sous le vol de la colombe du Saint-Esprit ainsi que sous le regard de Dieu le Père, que des putti entourent dans les nuées. L'alignement vertical des trois figures divines présage le trône de grâce.
Achetée en 1786 par Louis XVI au fils de François Jacques Walsh de Serrant, l'œuvre est conservée au musée du Louvre, à Paris, en France.